# Зимёнки (Костромская область)
Зимёнки — деревня в Чухломском районе Костромской области России. Входит в состав Судайского сельского поселения.

## География
Деревня расположена в северо-западной части Костромской области, в подзоне южной тайги, на расстоянии приблизительно 30 километров (по прямой) к северо-востоку от Чухломы, административного центра района. Деревня находится вблизи истока реки Руйсы, рядом с автодорогой 34К-262. Абсолютная высота — 147 метров над уровнем моря. Ближайшие населённые пункты — деревни Половинкино и Нередищи.

### Климат
Климат в Зимёнках, как и во всём Чухломском районе, характеризуется как умеренно континентальный. Зима продолжительная, холодная и многоснежная, лето короткое и сравнительно тёплое. Среднегодовая температура воздуха составляет 2,1 °C. Средняя температура января — −11,6 °C (абсолютный минимум — −45 °C), июля — 17,2 °C (абсолютный максимум — 36 °C). Безморозный период длится около 112—118 дней. Период активной вегетации растений (температура выше 10 °C) составляет примерно 110—115 дней. Годовое количество осадков — 674 мм, из которых 456 мм выпадает в тёплый период. Снежный покров держится 150—160 дней.

### Часовой пояс
деревня Зимёнки, как и вся Костромская область, находится в часовой зоне МСК (московское время). Смещение применяемого времени относительно UTC составляет +3:00.

## История
Деревня Зимёнки исторически располагалась в 67 километрах от уездного центра.
По состоянию на 1897 год в деревне насчитывалось 52 жителя. К 1907 году количество дворов увеличилось до 12, однако население сократилось до 24 человек. В 1958 году в деревне было 6 дворов, где проживали 19 мужчин и 17 женщин.
В начале XX века дети из Зимёнок посещали начальную школу в деревне Бухарино, расположенной в двух километрах на берегу реки Унжи. В эту же школу ходили дети из окрестных деревень, таких как Федурино, Лиходомово и Черново, а также из совхоза «Маяк». Ближайшая семилетняя школа находилась в деревне Исаково.
В годы Первой мировой войны жители деревни были призваны на военную службу. Среди них известны:
- Бокавеев Василий Дмитриевич, рядовой 172-го пехотного Лидского полка, ранен 22 июня 1916 года у реки Барышка[6]</references>
- Гостилов Алексей Иванович, рядовой, служил на фронте, затем, после болезни лихорадкой, вернулся домой.
- Гостилов Семён Иванович, рядовой 3-й роты 63-го пехотного Углицкого полка, ранен 18 января 1915 года, направлен в Варшавский военный госпиталь.
- Корнев Иван Михайлович, ефрейтор 102-го пехотного Вятского полка, ранен 17 июля 1916 года у деревни Дубенка.

В 1930-е годы в деревне был организован колхоз «имени Калинина». В период коллективизации пострадали и жители Зимёнок, в частности, репрессиям подвергся Галкин Иван Васильевич.
В годы Великой Отечественной войны многие жители деревни ушли на фронт. Не все из них вернулись. Погибли в плену Фомичёв Павел и Гостилов Александр Павлович. Пропали без вести Гостилов Александр Семёнович, Гостилов Александр Степанович и Гостилов Георгий Павлович.
Ранее жители Зимёнок были прихожанами Крестовоздвиженской церкви села Исаково, где также располагалось сельское кладбище.
В связи с созданием Горьковского водохранилища деревня, попала в зону переселения.

## Население
| 2008 | 2010 | 2014 |
| ---- | ---- | ---- |
| 0    | →0   | →0   |

По данным переписи 2002 года, население деревни составляло 2 человека, национальный состав — 100 % русские.